# Rudi Hurzlmeier

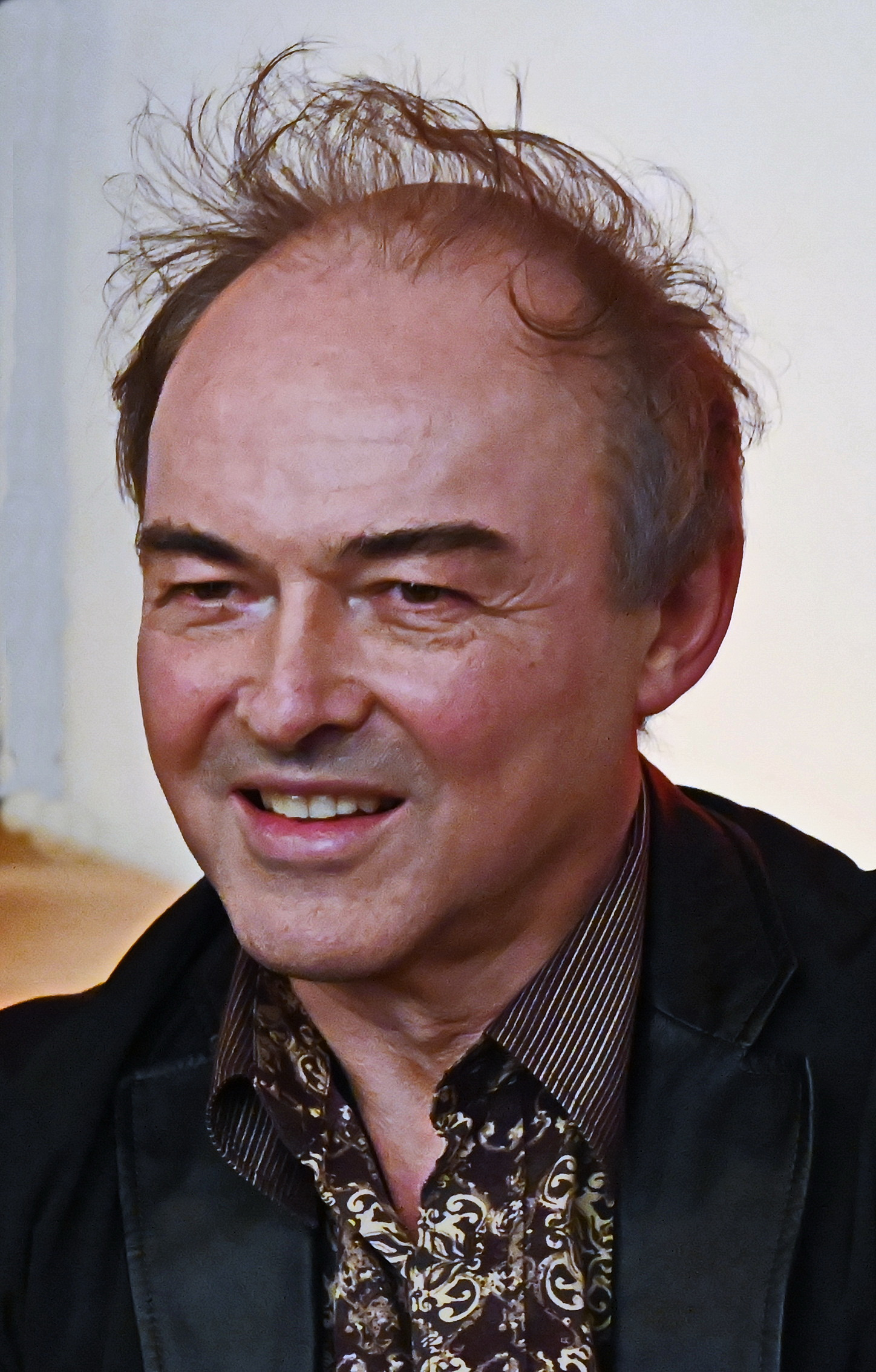
Rudi Hurzlmeier (2020)

Rudi Hurzlmeier (* 13. November 1952 in Mallersdorf; bürgerlich Rudolf Freiherr Hurzlmeier zu Deggenbach) ist ein deutscher Cartoonist, Maler und Autor.

## Leben
Hurzlmeier ist das mittlere von sieben Geschwistern. Nach Abbruch seiner Schullaufbahn und diversen Tätigkeiten als Schaufensterdekorateur, Hotelbus-Koch, Bühnenbauer, Taxifahrer, Antiktrödelhändler und Gag-Schreiber für Komiker studierte er ab 1981 nach eigenen Worten autodidaktisch „Komische Kunst“ und zeichnete Comicstrips. Von ihm stammen zahlreiche Beiträge für Magazine wie Titanic, Eulenspiegel, Bunte, Kowalski, Pardon, Nebelspalter, Penthouse, P.M., Gong, Hörzu und FAZ. Als Illustrator arbeitete Hurzlmeier unter anderem mit Wiglaf Droste, Hans Zippert, Fritz Eckenga und Harry Rowohlt zusammen. Er veröffentlichte über 30 Bücher und Kataloge.
Seit den 1990er Jahren trat er zunehmend auch als Maler in Erscheinung, wofür er teilweise das Pseudonym „RuDiHu“ benutzte. Die Themen seiner Aquarelle, Strichzeichnungen, Tuscheskizzen und Comic-Strips bewegen sich zwischen freundlichem Witz und der Lust am Schock.
Er war 2012 Vorstandsmitglied des Fördervereins Komische Pinakothek e. V.

## Privates
Hurzlmeier lebt und arbeitet vorwiegend in München. Er und seine Frau Gabriella Watenphul haben zwei Söhne, ebenfalls Maler und Zeichner. Julian, mit dem Downsyndrom geboren, ist ein origineller Außenseiter-Künstler. Leonhard studierte in München und ist international erfolgreich. Gemeinsam verstehen sie sich als die Künstlerdynastie „The HU“; 2022 waren fünf Familienmitglieder beteiligt.

## Werke (Auswahl)

### Monographien
- Rudi Hurzlmeier: Hurzlmeier Malerei. München: Verlag Antje Kunstmann, 2020, ISBN 978-3-95614-400-4.
- Land der Berge. Wien: Holzbaum, 2015, ISBN 978-3-902980-33-5.
- Meisterwerke der goldigen Periode. Oldenburg: LappanArt, 2014, ISBN 978-3-8303-3372-2.
- Das Urknall-Komplott. Hamburg: edel edition, 2009.
- Meisterwerke der komischen Periode. Zürich: Kein & Aber, 2004.
- Das dicke Hurzlmeier-Buch. Berlin: Eulenspiegel-Verlag, 2002.
- Über das Lächerliche an komischen Zeichnungen. Caricatura Edition, 2000.
- Wilde Kirschen. Oldenburg: Lappan, 1999.
- Fernsehen. Baden-Baden: Elster-Verlag, 1998.
- Lebende Legenden. Oldenburg: Lappan, 1998.
- Unhaltbar. Oldenburg: Lappan, 1996.
- Sagenhaftes Regensburg! Regensburg: Buchverlag der Mittelbayerischen Zeitung, 1995.
- Das Buch für Durchblicker. Oldenburg: Lappan, 1994.
- Nicht von schlechten Eltern! Oldenburg: Lappan, 1993.
- Friss oder stirb! Hurzlmeier, Rudi. Kiel: Semmel-Verlag, 1993.
- Zur Sau. Oldenburg: Lappan, 1992.
- Viel Spaß in München. Oldenburg: Lappan, 1992.
- Sehr zum Wohl! Hamburg: Zinnober-Verlag, 1988.

### Illustrationen
- Elke Heidenreich (Hrsg.): Katzenmusik und Katzenstimmung. Tierisch-musikalische Geschichten. Bertelsmann, München 2012, ISBN 978-3-442-74680-4 (= Edition Elke Heidenreich bei C. Bertelsmann – btb 74680).
- Hans Zippert: Löwe in love. Zürich: Kein & Aber, 2009
- Thomas Gsella: Die Leiden des jungen Schiller. München: Sanssouci Verlag, 2009
- Truman Capote: Kindergeburtstag. Zürich: Kein & Aber, 2008
- Klaus Bittermann: Der Aufstand der Kuscheltiere. Frankfurt, M.: Haffmans bei Zweitausendeins, 2007
- Eycken, Katinka [Hrsg.]: Scharfe Stellen. Frankfurt, M.: Haffmans bei Zweitausendeins, 2007
- Thomas Gsella: Kinder, so was tut man nicht. Reinbek bei Hamburg: Rowohlt-Taschenbuch-Verl., 2007
- Peter Hacks: Die Dinge in Buta. Zürich: Kein & Aber, 2007
- Hans Zippert: Weihnachtsmänner frisst man nicht. Zürich: Kein und Aber, 2006
- Herbert Rosendorfer: Anders geht es auch. Zürich: Sanssouci, 2006
- Achim Szymanski: Glückwunsch! Die besten Jahre kommen noch. München: Kunstmann, 2006
- Eugen Egner: Als der Weihnachtsmann eine Frau war. Frankfurt am Main: Zweitausendeins, 2005
- Hans Zippert: So wird man Löwe. Zürich: Kein und Aber, 2005
- Fritz Eckenga: Jahreshauptversammlung meiner Ich-AG. München: Kunstmann, 2005
- Michael Koglin: Dinner for one mit Al Capone. München: Knaur, 2004
- Michael Koglin: Dinner for one auf der Titanic. München: Knaur, 2003
- Wiglaf Droste: Der infrarote Korsar. Berlin: Tiamat, 2003
- Jan Kaiser: Wie Schwech und Pefel. München: Knaur, 2003
- Michael Koglin: Dinner for one – killer for five. München: Droemer Knaur, 2002

### Beiträge
- Hier lacht der Betrachter. Oldenburg: Lappan, 2005

### Mit Harry Rowohlt
- Hipphopp. Frankfurt, M.: Haffmans bei Zweitausendeins, 2008
- Miez, miez. Frankfurt, M.: Haffmans bei Zweitausendeins, 2007
- Happy Birds-Day. Frankfurt, M.: Haffmans bei Zweitausendeins, 2004
- Ich wollt, ich wär dein Hund. Frankfurt, M.: Haffmans bei Zweitausendeins, 2006
- Wahre Engel und andere Geister der Weihnacht. Frankfurt, M.: Haffmans bei Zweitausendeins, 2005

## Ausstellungen
- Cartoonmuseum Basel 26. Juni – 24. Oktober 2010
- Wilhelm Busch – Deutsches Museum für Karikatur und Zeichenkunst, Hannover. 27. Februar – 26. Juni 2016[8]
- Galerie Z Stuttgart – Jenseits des Aufgeräumten. 19. Januar – 11. Februar 2018[9]
- Caricatura Museum Frankfurt – Museum für Komische Kunst, Frankfurt am Main. Hurzlmeier Malerei. 02. Dezember 2021 – 18. April 2022[10]

- Buchheim-Museum Bernried. 14. Mai 2022 – 25. September 2022[11][12]

## Auszeichnungen

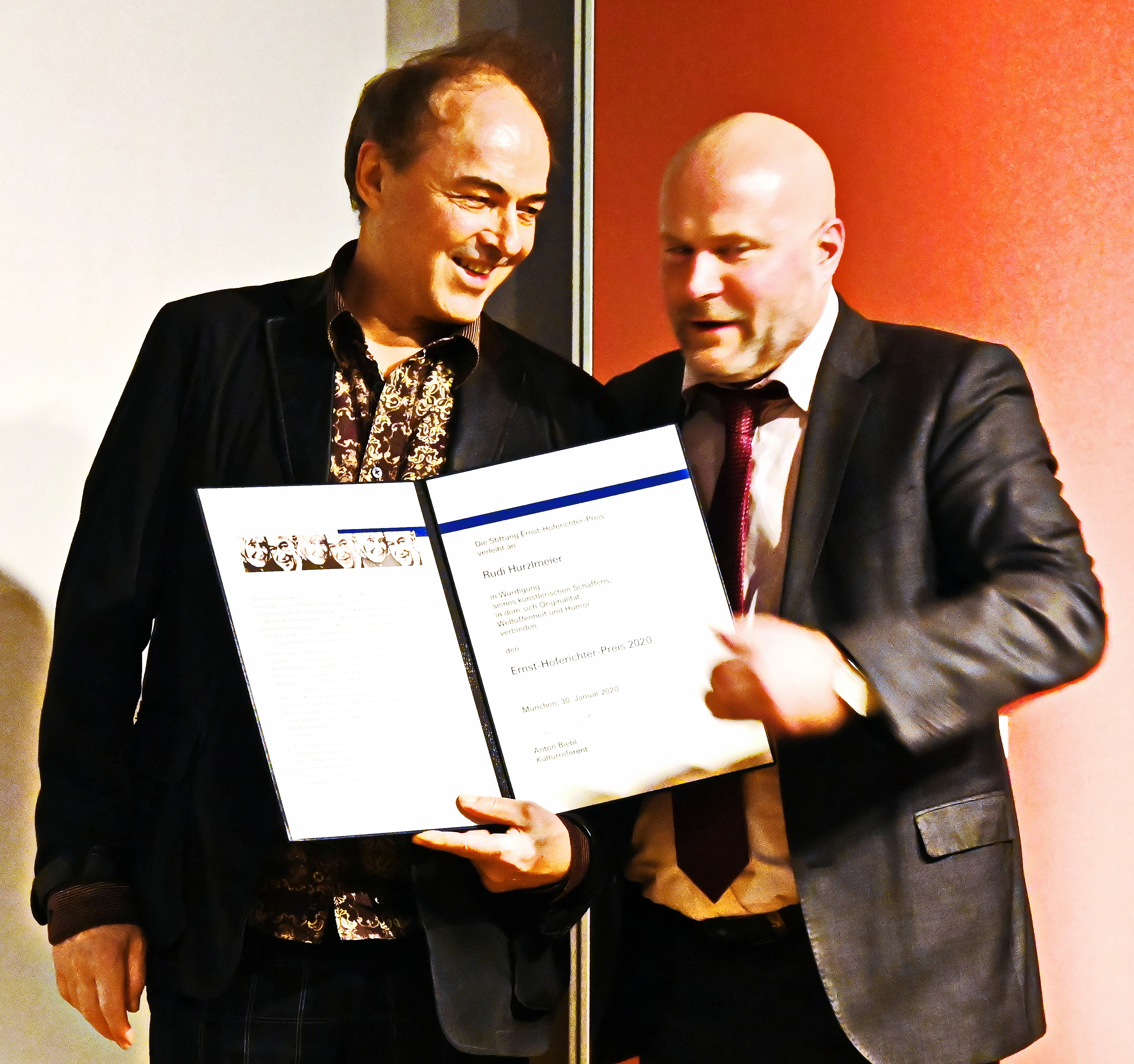
Rudi Hurzlmeier mit dem Ernst-Hoferichter-Preis 2020, Stadtrat Christian Vorländer (re)

- 2004 Deutscher Karikaturenpreis, 3. Platz = Bronze
- 2010 Deutscher Karikaturenpreis, 1. Platz = Gold
- 2014 Deutscher Karikaturenpreis, 1. Platz = Gold
- 2015 Satirepreis „Göttinger Elch“
- 2020 Ernst-Hoferichter-Preis[13]